# Compost intermetàl·lic

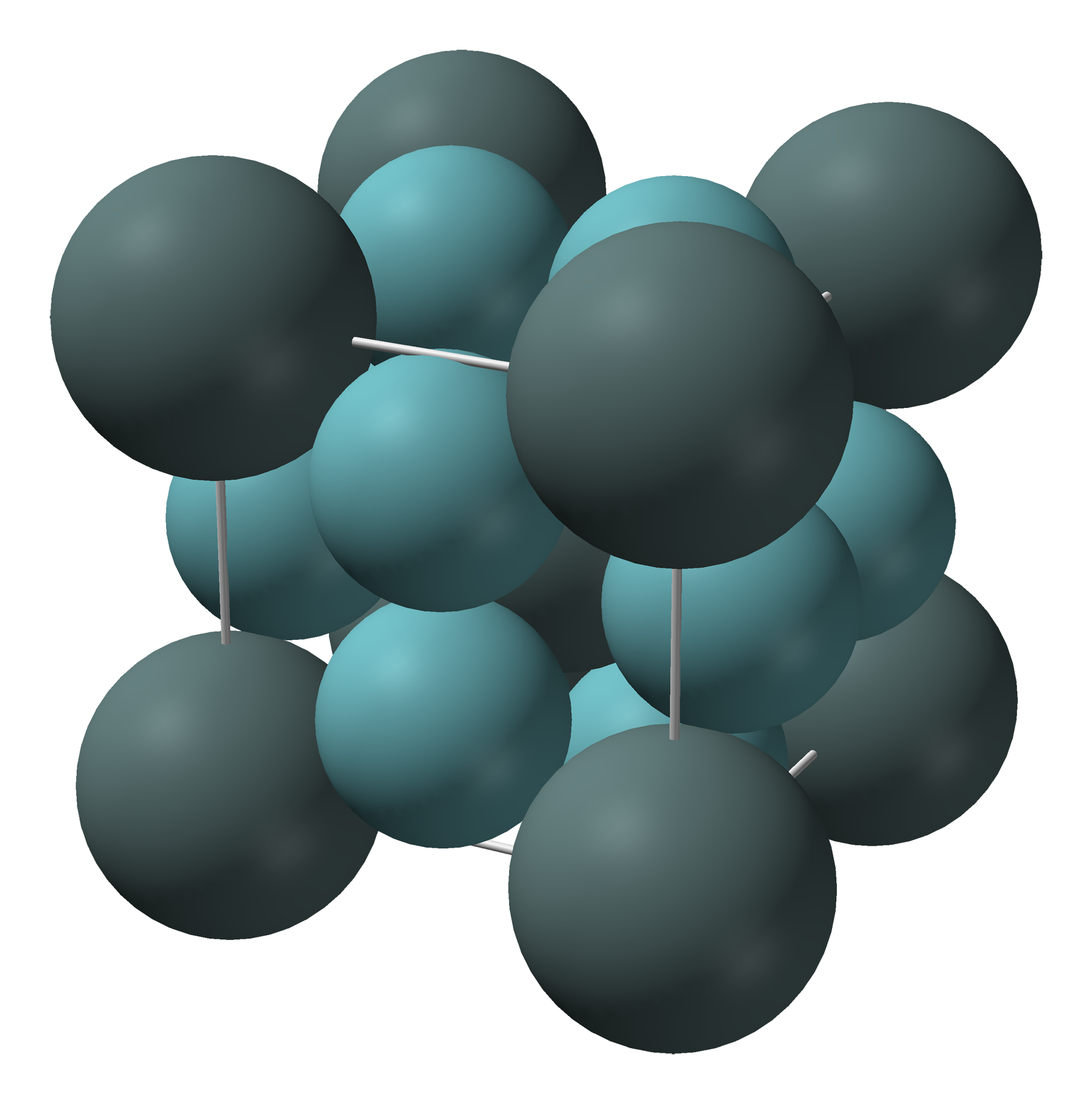
Cel·la cristal·lina del Nb₃Sn. El niobi, Nb, es representa en color cel i l'estany, Sn, en gris.

Un compost intermetàl·lic és un compost químic constituït per dos elements metàl·lics o més, la proporció dels quals pot variar entre dues composicions límit, i que es comporta, en els aliatges, com un metall pur.
En els compostos intermetàl·lics les diferents espècies atòmiques ocupen llocs específics a la xarxa cristal·lina. Difereixen dels aliatges convencionals en el fet que en general posseeixen estructures cristal·lines ordenades de llarg abast a temperatures ambient i moderades. La composició oscil·la prop de relacions estequiomètriques. Així, encara que les lleis de la valència química generalment no se segueixen, els compostos sovint tenen fórmules relativament simples com: {\textstyle TiAl,Ti_{3}Al,NiAl,} {\textstyle Ni_{3}Al,CuZn,Cu_{3}Au} o {\textstyle Nb_{5}Si_{3}}.
Són compostos amb característiques de metalls i de ceràmiques, essent les seves propietats mecàniques intermèdies entre els metalls (que són en general més febles i més dúctils) i les ceràmiques (que són generalment més dures i més fràgils). Les unions predominants en les ceràmiques són l'enllaç covalent i l'enllaç iònic, a diferència de l'enllaç metàl·lic propi dels metalls. Els intermetàl·lics contenen tant enllaços metàl·lics com covalents, depenent dels metalls constituents. A causa de la seva posició intermèdia, les propietats de compostos intermetàl·lics poden ser fortament influenciats per petits canvis en el sistema (és a dir, les variacions en la microestructura poden resultar en canvis en la força i la ductilitat en un interval considerable).
Els compostos intermetàl·lics han estat objecte d'importants investigacions des de finals del segle XX amb l'objectiu d'emprar-los en la fabricació d'estructures. En destaquen els aluminurs {\textstyle TiAl,Ti_{3}Al,NiAl,} {\textstyle Ni_{3}Al,FeAl,Fe_{3}Al}. Són composts resistents a l'oxidació, però amb la feblesa que són poc dúctils. Alguns presenten superconductivitat, com el {\textstyle MgB_{2}}, d'altres magnetisme, com el {\textstyle SmCo_{5}}, alguns s'han estudiat en vistes a l'emmagatzemament d'hidrogen o per aplicar-los en bateries, com el {\textstyle LaNi_{5}}, i d'altres en catàlisi heterogènia.